# Dwergreus

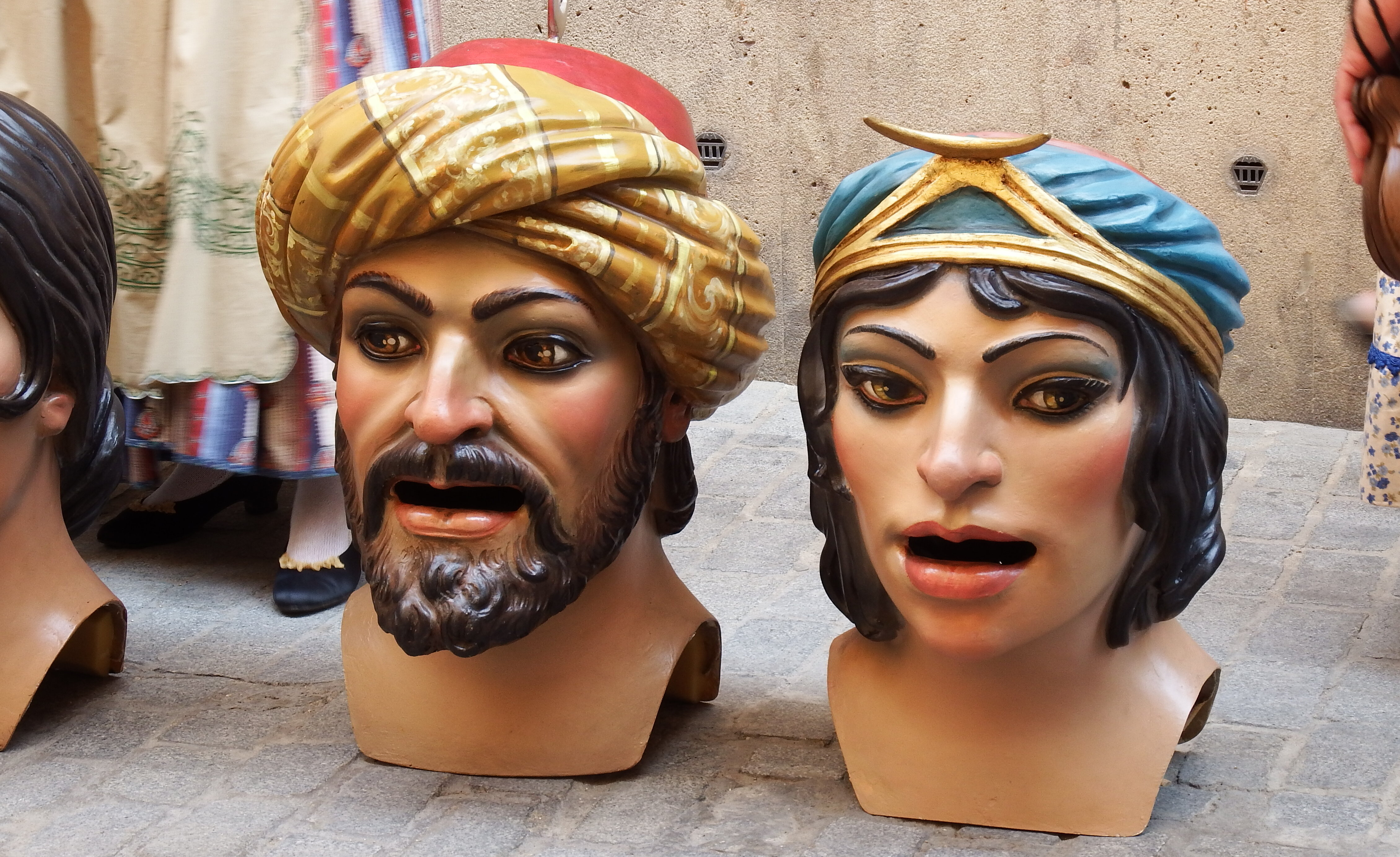
Spaanse Cabezudos

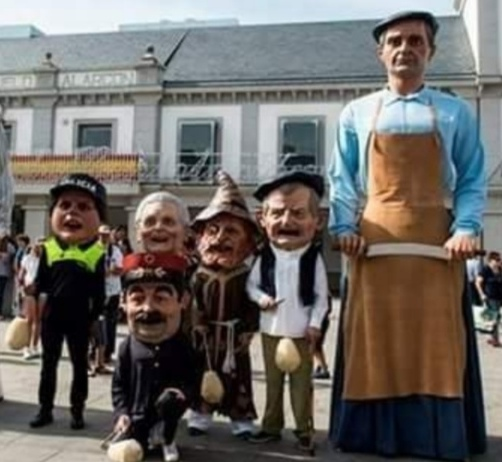
Vijf dwergreuzen naast een reus

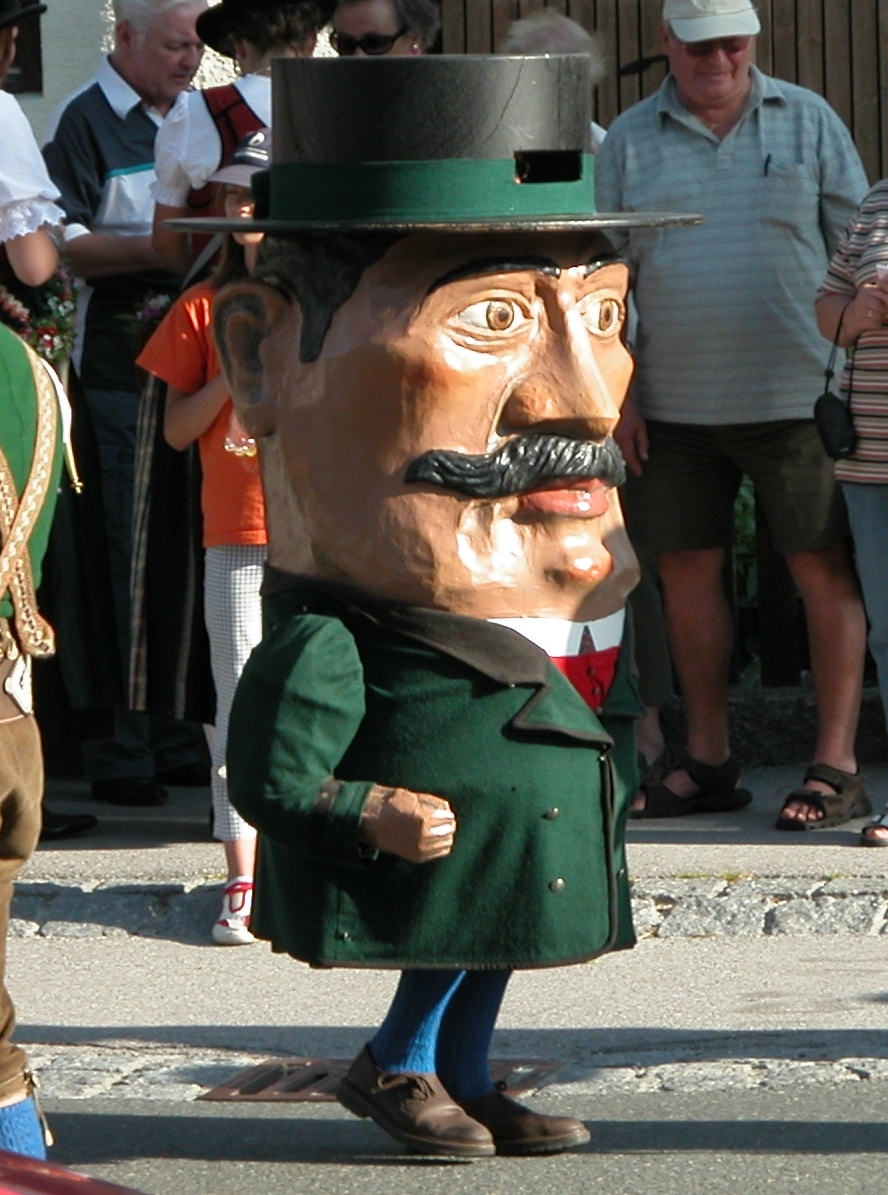
Oostenrijkse dwergreus

Een dwergreus is een folkloristische figuur, vergelijkbaar met maar kleiner dan een reus, die in stoeten en ommegangen meeloopt. Dwergreuzen onderscheiden zich van reuzen door het feit dat hun constructie enkel bestaat uit een reuzenhoofd, meestal gemaakt uit papier-maché, dat op de schouders van de drager wordt gedragen. De rest van de kleding van het personage bestaat dan meestal uit kleding op mensenmaat. Een dwergreus bevat, in tegenstelling tot een reus, dus geen constructie die het lichaam van de reus voorstelt. Dwergreuzen worden daarom ook vaak Reuzenhoofden of Reuzenkoppen genoemd.
Het gebruik van dwergreuzen is het populairst in Spanje waar ze Cabezudos genoemd worden, maar ook in België en Oostenrijk komen ze voor. De bekendste dwergreuzen in België zijn de Reuskens van Borgerhout.
In Oostenrijk, waar sinds de Contrareformatie een aantal reuzen de Bijbelse figuur Samson voorstellen, is het op plaatsen zoals Mariapfarr, Mauterndorf en Ramingstein, de gewoonte om de reus Samson te laten vergezellen door twee dwergreuzen. In tegenstelling tot de typische Cabezudos uit Spanje en de dwergreuzen uit België, hebben de Oostenrijkse dwergreuzen wel een lichaam dat één geheel vormt met reuzenkop. Dit lichaam hangt echter onder de kop en zorgt in tegenstelling tot de constructie van een reus niet dat de drager groter wordt. Een bijkomend verschil tussen enerzijds de Spaanse en Belgische dwergreuzen en anderzijds de Oostenrijkse is dat bij Spaanse en Belgische dwergreuzen de drager meestal door de mond van de kop kijkt en er bij de Oostenrijkse dwergreuzen een kijkgleuf in het hoofddeksel op de kop zit.